# Jani Szántó
Jani Szántó (* 10. Mai 1887 als János Szántó in Nyitra, Königreich Ungarn, Österreich-Ungarn; † 24. März 1977 in Philadelphia) war ein ungarischer Geiger und Musikpädagoge, der vor allem in Deutschland und den USA wirkte.

## Leben
Jani Szántó studierte an der Nationalen Königlich Ungarischen Musikakademie in Budapest, in Wien und in Leipzig. Ab 1912 war er Konzertmeister unter Wilhelm Furtwängler im Lübecker Orchester und der Kammermusikvereinigung. 1920 wurde er zum Professor für Violine an die Akademie der Tonkunst berufen, die heutige Hochschule für Musik und Theater München. Von 1920 bis 1938 leitete er zugleich das Münchener Streichquartett. Er spielte eine heute nach ihm benannte Guadagnini-Geige (Szanto) von 1743. Eine Zeit lang besaß er auch die Stradivari „Lord Borwick“ von 1702.
Als Jude war Szántó zunehmender Verfolgung im Nationalsozialismus ausgesetzt. Schon zum 1. Oktober 1933 wurde er aufgrund des Gesetzes zur Wiederherstellung des Berufsbeamtentums in den Ruhestand versetzt. Eingaben von Furtwängler und Richard Strauss blieben vergeblich. 1939 gelang Szántó die Emigration über Großbritannien in die USA. Von 1942 bis 1962 leitete er die Philadelphia Musical Academy, eine Vorgängereinrichtung der heutigen University of the Arts (Philadelphia). Sein bekanntester Schüler hier war Anshel Brusilow.
Szántós erste Frau, Margot, die er 1926 geheiratet hatte, blieb in München. In zweiter Ehe heiratete er im Juli 1950 die Pianistin Sylvia, geb. Diamond (1918–2001).